# Ratchwood
Ratchwood var en civil parish 1866–1955 när det uppgick i Adderstone with Lucker, i grevskapet Northumberland i England. Civil parish var belägen 15 km från Alnwick och hade 0 invånare år 1951.